# Rofinhac e Sent Sarnin de Relhac
Rofinhac e Sent Sarnin de Relhac (en francès Rouffignac-Saint-Cernin-de-Reilhac) és un municipi francès situat al departament de la Dordonya i a la regió de la Nova Aquitània.

## Demografia
| 1962                                       | 1968 | 1975  | 1982  | 1990  | 1999  | 2007  |
| ------------------------------------------ | ---- | ----- | ----- | ----- | ----- | ----- |
| -                                          | -    | 1.474 | 1.429 | 1.465 | 1.484 | 1.542 |
| Des de 1962: població sense dobles comptes |      |       |       |       |       |       |

## Administració
| Període   | Identitat         | Partit |
| --------- | ----------------- | ------ |
| 1973-1977 | Louis Carret      |        |
| 1977-2008 | Jean-Gérard Faure | UMP    |
| 2008-     | Jean-Yvon Lansade | PS     |

## Agermanaments
- Bindernheim